# Веслування на байдарках і каное на літніх Олімпійських іграх 2024 — байдарки-четвірки, 500 метрів (жінки)
Змагання з веслування на байдарках-четвірках на дистанції 500 м серед жінок на літніх Олімпійських іграх 2024 відбудуться 6 і 8 серпня на Національному олімпійському морському стадіоні Іль-де-Франс у Вер-сюр-Марні.

## Розклад
Вказано центральноєвропейський літній час (UTC+2)
Змагання відбуваються в два дні.
| Дата          | Час         | Раунд             |
| ------------- | ----------- | ----------------- |
| 6 серпня 2024 | 10:00       | Попередні запливи |
| 8 серпня 2024 | 11:40 13:40 | Півфінали Фінали  |

## Результати

### Попередні запливи
Система виходу далі: 1-3-тє місця до фіналу A, решта — до півфіналу.

#### 1-й заплив
| Місце | Доріжка | Байдарочниці                                                              | Країна              | Час     | Нотатки |
| ----- | ------- | ------------------------------------------------------------------------- | ------------------- | ------- | ------- |
| 1     | 6       | Ліза Керрінгтон Алісія Госкін Олівія Бретт Тара Воен                      | Нова Зеландія (NZL) | 1:32.40 | FA      |
| 2     | 4       | Сара Оузанде Естафанія Фернандес Кароліна Гарсія Тереса Портела           | Іспанія (ESP)       | 1:32.92 | FA      |
| 3     | 5       | Кароліна Ная Анна Пулавська Адріанна Конколь Домініка Путто               | Польща (POL)        | 1:33.87 | FA      |
| 4     | 7       | Марія Вірік Анна Марґрете Слетше Гедда Орістланд Крістіне Странд Амундсен | Норвегія (NOR)      | 1:34.28 | SF      |
| 5     | 3       | Анастасія Баюк Міліца Новакович Марія Достанич Дуня Станоєв               | Сербія (SRB)        | 1:36.40 | SF      |

#### 2-й заплив
| Місце | Доріжка | Байдарочниці                                                       | Країна          | Час     | Нотатки |
| ----- | ------- | ------------------------------------------------------------------ | --------------- | ------- | ------- |
| 1     | 5       | Пауліна Пашек Юле Гаке Пауліне Яґш Сара Брюслер                    | Німеччина (GER) | 1:32.34 | FA      |
| 2     | 6       | Ноемі Пупп Сара Фойт Тамара Чіпеш Аліда Дора Ґажо                  | Угорщина (HUN)  | 1:33.42 | FA      |
| 3     | 4       | Лі Дун'їнь Їнь Мендє Ван Нань Сунь Юевень                          | Китай (CHN)     | 1:33.64 | FA      |
| 4     | 3       | Елла Бір Алісса Булл Александра Кларк Єйл Стайнпріс                | Австралія (AUS) | 1:34.60 | SF      |
| 5     | 7       | Кортні Слотт Наталі Девідсон Райлі Мелансон Тошка Бешара-Гребацька | Канада (CAN)    | 1:37.87 | SF      |

### Півфінал
Система виходу далі: 1-2-ге місця до фіналу, 3-4-те — вибувають.

#### Півфінал
| Місце | Доріжка | Байдарочниці                                                              | Країна          | Час     | Нотатки |
| ----- | ------- | ------------------------------------------------------------------------- | --------------- | ------- | ------- |
| 1     | 4       | Елла Бір Алісса Булл Александра Кларк Єйл Стайнпріс                       | Австралія (AUS) | 1:34.25 | FA      |
| 2     | 5       | Марія Вірік Анна Марґрете Слетше Гедда Орістланд Крістіне Странд Амундсен | Норвегія (NOR)  | 1:34.77 | FA      |
| 3     | 3       | Анастасія Баюк Міліца Новакович Марія Достанич Дуня Станоєв               | Сербія (SRB)    | 1:35.25 | X       |
| 4     | 6       | Кортні Слотт Наталі Девісон Райлі Мелансон Тошка Бешара-Гребацька         | Канада (CAN)    | 1:39.24 | X       |

### Фінал
| Місце | Доріжка | байдарочниці                                                              | Країна              | Час     | Нотатки |
| ----- | ------- | ------------------------------------------------------------------------- | ------------------- | ------- | ------- |
| 1     | 5       | Ліза Керрінгтон Алісія Госкін Олівія Бретт Тара Воен                      | Нова Зеландія (NZL) | 1:32.20 |         |
| 2     | 4       | Пауліна Пашек Юле Гаке Пауліне Яґш Сара Брюслер                           | Німеччина (GER)     | 1:32.62 |         |
| 3     | 6       | Ноемі Пупп Сара Фойт Тамара Чіпеш Аліда Дора Ґажо                         | Угорщина (HUN)      | 1:32.93 |         |
| 4     | 7       | Кароліна Ная Анна Пулавська Адріанна Конколь Домініка Путто               | Польща (POL)        | 1:33.17 |         |
| 5     | 2       | Лі Дун'їнь Їнь Мендє Ван Нань Сунь Юевень                                 | Китай (CHN)         | 1:33.57 |         |
| 6     | 3       | Сара Оузанде Естафанія Фернандес Кароліна Гарсія Teresa Portela           | Іспанія (ESP)       | 1:34.51 |         |
| 7     | 1       | Марія Вірік Анна Марґрете Слетше Гедда Орістланд Крістіне Странд Амундсен | Норвегія (NOR)      | 1:35.02 |         |
| 8     | 8       | Елла Бір Алісса Булл Александра Кларк Єйл Стайнпріс                       | Австралія (AUS)     | 1:35.96 |         |